# Втора световна война
Втората световна война е глобална война, която продължава от 1 септември 1939 г. до 2 септември 1945 г. и се превръща в най-мащабния военен конфликт в историята на човечеството.
Почти всички страни в света, включително всички Велики сили, в определен момент се включват във войната, присъединявайки се към един от двата противостоящи военни съюза – Съюзниците и Тристранния пакт. Стига се до състояние на тотална война, в която пряко участват над 100 милиона души от 62 страни от общо 74 по това време. Основните участници влагат целия си стопански, промишлен и научен потенциал във военното усилие, размивайки границите между граждански и военни ресурси. Втората световна война е най-смъртоносният и кръвопролитен конфликт в човешката история, довел до между 70 и 85 милиона жертви, повечето от които цивилни в Съветския съюз и Китай. Войната е съпътствана от кланета, геноцида на Холокост, стратегически бомбардировки, умишлено предизвикани масов глад и епидемии, както и единственото в историята използване на ядрено оръжие при военни действия.
Япония, в стремежа си към хегемония в Далечния Изток, се намира в състояние на война с Китай още от 1937 година, но обикновено за начална дата на Втората световна война се приема 1 септември 1939 година, датата на нападението на Германия срещу Полша, последвано от обявяването на война на Германия от Франция и Великобритания. От края на 1939 до началото на 1941 година, чрез поредица от военни кампании и дипломатически споразумения, Германия завладява или установява контрол над по-голямата част от континентална Европа. С Пакта „Рибентроп-Молотов“ Германия и Съветският съюз си поделят и анексират територии от своите съседни държави Полша, Финландия, Румъния и Прибалтийските страни. След Северноафриканската и Източноафриканската кампания и падането на Франция в средата на 1940 година, войната в Европа се води главно между Тристранния пакт (Оста) и Великобритания. Следват Балканската кампания, въздушната битка за Британия и продължителната морска битка за Атлантика.
На 22 юни 1941 година европейските сили на Оста нападат Съветския съюз, откривайки най-обширния сухопътен военен театър в историята. Образувалият се Източен фронт блокира Тристранния пакт, най-вече германския Вермахт, в тежка изтощителна война. През декември 1941 година Япония напада изненадващо Съединените американски щати и западните владения в Тихоокеанския регион, което довежда до включването на Съединените щати във войната срещу Тристранния пакт. Последвалото бързо японско настъпление в западната част на Тихия океан е прието от много азиатци като освобождение от западната хегемония.
Напредъкът на Тристранния пакт на Тихоокеанския театър е спрян през 1942 година, когато Япония губи ключовата битка при Мидуей. Малко по-късно Германия и Италия претърпяват поражение в Северна Африка, а след това и решителен разгром при Сталинград в Съветския съюз. Ключови неуспехи през 1943 година, сред които поредица поражения на Източния фронт, десанти на Съюзниците в Сицилия и Италия и победи на Съюзниците на Тихоокеанския театър отнемат инициативата от Тристранния пакт и предизвикват стратегическото му отстъпление по всички фронтове. През 1944 година Западните Съюзници навлизат във Франция, докато Съветският съюз възвръща загубените си територии и настъпва срещу Германия и нейните съюзници. През 1944 и 1945 година японците претърпяват тежки поражения в континентална Азия – в Централен и Южен Китай и в Бирма, докато Съюзниците нанасят сериозни поражения и загуби на японския флот и завземат стратегически важни острови.
Войната в Европа завършва с настъпление на Съюзниците в Германия, достигнало своята кулминация с превземането на Берлин от съветските войски, самоубийството на Адолф Хитлер и безусловната капитулация на Германия на 8 май 1945 година. След американските атомни бомбардировки в Хирошима и Нагасаки на 6 и 9 август и изправена пред заплахата от десант на Японските острови, нови атомни бомбардировки и война със Съветския съюз, на 15 август 1945 година Япония обявява намерението си да капитулира, с което Съюзниците постигат пълна победа и в Азия.
Втората световна война променя политическите отношения и обществените структури по целия свят. Създадена е Организацията на обединените нации, чиято цел е да насърчава международното сътрудничество и да предотвратява бъдещи конфликти, а Великите сили победителки – Великобритания, Китай, Съветският съюз, Съединените щати и Франция – стават постоянни членки на нейния Съвет за сигурност. Съветският съюз и Съединените щати се превръщат в свръхдържави съперници, подготвяйки условията за продължилата половин век Студена война. След разрушенията в Европа влиянието на нейните Велики сили отслабва, довеждайки до деколонизацията на Африка и Азия. Въпреки това повечето страни бързо преодоляват стопанския срив от войната и преживяват икономическо възстановяване и подем. Политическата интеграция, най-вече в Европа, започва като усилие за предотвратяване на бъдещи военни действия, прекратяване на довоенните съперничества и изграждане на чувство за обща идентичност.

## Хронология
За начало на войната в Европа обикновено се приема 1 септември 1939 година – началото на германското нападение на Полша, последвано два дни по-късно от обявяването на война на Германия от Великобритания и Франция. Датите на започване на войната в Тихоокеанския театър включват началото на Втората китайско-японска война на 7 юли 1937 година и дори японската интервенция в Манджурия на 19 септември 1931 година.
Някои автори, като британския историк Алън Тейлър, смятат, че Китайско-японската война и войната в Европа протичат успоредно до 1941 година, когато се сливат в една обща световна война. Алтернативни начални дати на Втората световна война, използвани понякога, включват италианското нападение срещу Етиопия на 3 октомври 1935 година или битката при Халхин Гол в Монголия (според английският историк Антъни Бийвър), водена от май до септември 1939 година.
Няма общо съгласие и за точната дата на края на Втората световна война. Според някои автори тя свършва с примирието от 14 август 1945 година (Ден на победата над Япония в много страни), а според други – с капитулацията на Япония, последвала на 2 септември 1945 година, която дава официалния край на войната в Азия. Мирният договор на Япония с повечето Съюзници е подписан през 1951 година. Договорът за уреждане на статута и бъдещето на Германия, подписан едва през 1990 година, позволява обединението на Западна и Източна Германия и урежда повечето следвоенни въпроси. Официален мирен договор между Съветския съюз и Япония никога не е сключван или подписван.

## Предистория

### Европа
Първата световна война коренно променя политическата карта на Европа с поражението на Централните сили – Австро-Унгария, България, Германия и Османската империя – и Октомврийската революция в Русия, довела до създаването на Съветския съюз. В същото време страните победителки от Антантата, като Франция, Белгия, Италия, Сърбия, Румъния и Гърция, разширяват териториите си, а на мястото на разпадналите се Австро-Унгарска, Османска и Руска империя възникват нови национални държави.
Парижката мирна конференция от 1919 година създава Обществото на народите, международна организация, която си поставя за цел предотвратяването на нови въоръжени конфликти чрез система за колективна сигурност, разоръжаване и уреждане на международните спорове чрез мирни преговори и арбитраж.
Въпреки силните пацифистки настроения непосредствено след Първата световна война, последиците от нея предизвикват иредентистки и реваншистки национализъм в редица европейски страни. Той е особено отчетлив в Германия, заради значителните териториални, колониални и финансови загуби, причинени ѝ от Версайския договор. Съгласно неговите условия страната губи около 13% от собствената си територия и всичките си отвъдморски владения, анексирането на други страни към Германия е забранено и са ѝ наложени тежки репарации и ограничения в размера и възможностите на въоръжените сили.
Германската империя прекратява съществуването си с Германската революция от 1918 – 1919 и в страната е установен демократичен режим, станал известен като Ваймарска република, който обаче е атакуван от крайни политически движения, както отдясно, така и отляво. В Италия, която разширява територията си след Първата световна война, националистите остават недоволни от неизпълнените обещания на италианските съюзници от Антантата. Между 1922 и 1925 година фашисткото движение на Бенито Мусолини завзема властта с националистическа, тоталитарна и корпоративистка програма, като премахва представителната демокрация, потиска социалистическите, левите и либералните сили и повежда експанзионистична външна политика, насочена към превръщането на Италия в световна сила с обещанието за създаване на Нова Римска империя.
В Германия Адолф Хитлер, след неуспешен опит за преврат през 1923 година, все пак става канцлер през 1933 година. Той премахва демокрацията, обявява се за радикално променен расово обусловен Нов ред и започва кампания за масирано превъоръжаване на страната. В същото време Франция, целяща затвърждаване на съюза си с Италия, се съгласява с нейната намеса в Етиопия, която италианците се стремят да завладеят. Обстановката се влошава, след като в началото на 1935 година Територията на Саарския басейн е официално присъединена към Германия и Хитлер денонсира Версайския договор, ускорявайки програмата си за превъоръжаване и въвеждайки наборна военна служба.
През април 1935 година, в стремежа си към сдържане на Германия, Великобритания, Франция и Италия образуват Фронта от Стреза, но само няколко месеца по-късно Великобритания сключва самостоятелно военноморско споразумение с Германия, позволяващо увеличаване на германския флот. Съветският съюз, също обезпокоен от активността на Германия, сключва Пакт за взаимопомощ с Франция, но, обвързан с тромавите механизми на Обществото на народите, той остава само на хартия. Съединените щати, притеснени от нарастващите напрежения по света, заемат изолационистка позиция и през август същата година приемат първия от поредица Закони за неутралитета.
През март 1936 година, в нарушение на Договорите от Локарно, Хитлер ремилитаризира Рейнската област, срещайки слаба съпротива заради британската Политика на умиротворяване. През октомври Германия и Италия създават Оста „Рим – Берлин“, а месец по-късно Германия и Япония подписват Антикоминтерновия пакт, към който през следващата година се присъединява и Италия.

### Азия
След Първата световна война в Китай Гоминданът предприема обединителна кампания срещу местните военачалници и към средата на 20-те години на ХХ век номинално обединява страната, но скоро е въвлечен в гражданска война с доскорошните си съюзници от Китайската комунистическа партия и нови местни военачалници. През 1931 година все по-милитаризиращата се Японска империя, която от дълго време се стреми към влияние в Китай като първа стъпка към осъществяването на своето „право да владее Азия“, инсценира Мукденския инцидент като претекст за интервенция в Манджурия и за създаването на марионетната държава Манджоу-Го.
Китай се обръща към Обществото на народите, за да спре японската окупация на Манджурия, но осъдителният доклад на Обществото на народите само кара Япония да напусне организацията. След поредица от сблъсъци между двете страни – в Шанхай, Жъхъ и Хъбей, през 1933 година е подписано Примирието от Тангу. През следващите години китайски доброволци продължават съпротивата срещу японците в Манджурия и Чахар и Суйюен. След Сианския инцидент през 1936 година, Гоминданът и комунистите договарят примирие, създавайки обединен фронт за борба срещу Япония.

## Събития, предшестващи войната

### Италианско нападение срещу Етиопия (1935)
Втората италианско-етиопска война е кратка колониална война, продължила от октомври 1935 до май 1936 година. Войната започва с нападение срещу Етиопия на въоръжените сили на Италия от територията на Италианска Сомалия и Италианска Еритрея, което води до окупацията на Етиопия и нейното включване в новосъздадената колония Италианска Източна Африка. Освен това войната демонстрира слабостта на Обществото на народите като сила за запазване на мира – както Италия, така и Етиопия членуват в организацията, но тя не прави много, след като Италия открито нарушава нейния учредителен договор. Великобритания и Франция подкрепят налагането на санкции срещу Италия, но те не са приложени изцяло и не успяват да предотвратят унищожаването на Етиопия. В резултат на тези напрежения Италия се отказва от дотогавашните си възражения срещу плана на Германия да анексира Австрия.

### Испанска гражданска война (1936 – 1939)
Когато в Испания започва гражданска война, Хитлер и Мусолини оказват военна помощ на националистическите бунтовници, водени от генерал Франсиско Франко. Италия се ангажира в по-голяма степен от Германия – в хода на войната Мусолини изпраща в Испания над 70-хилядна сухопътна армия, заедно със 720 самолета и 6-хиляден персонал на военновъздушните сили. В същото време Съветският съюз подкрепя действащото правителство на Втората испанска република, а над 30 хиляди чуждестранни доброволци, организирани в Интернационални бригади, също воюват срещу националистите. Както Германия, така и Съветският съюз използват тази опосредствана война като възможност да изпробват в реални бойни действия своите най-усъвършенствани оръжия и тактики. След като националистите побеждават в гражданската война през април 1939 година, оглавилият новия тоталитарен режим Франсиско Франко запазва официален неутралитет през Втората световна война, но като цяло по-скоро подкрепя Тристранния пакт. Най-активното му сътрудничество с Германия е изпращането на дивизия доброволци на Източния фронт.

### Японско нападение срещу Китай (1937)
През юли 1937 година, след Инцидента на моста Лугоу, Япония завзема старата китайска столица Пекин и предприема кампания за завладяване на цялата страна. През септември Съветският съюз сключва договор за ненападение с Китай и организира военни доставки за китайското правителство, като на практика прекратява дотогавашното китайско сътрудничество с Германия.
От септември до ноември японците нападат Тайюен и се сблъскват с Националната армия при Синкоу и с комунистите при Пинсингуан. Генералисимус Чан Кайшъ разполага най-добрите си, получили германска подготовка войски в защита на Шанхай, но след тримесечни боеве градът е превзет. Японците продължават настъплението си и през декември превземат столицата Нанкин. След падането на града десетки или дори стотици хиляди китайски цивилни и разоръжени войници са избити от японците.
През март 1938 година китайците печелят първата си голяма победа при Тайърджуан, но през май губят Сюджоу. През юни забавят японското настъпление, предизвиквайки наводнение по Хуанхъ, което им дава време да подготвят защитата на Ухан, но през октомври градът е превзет от японците. Военните успехи на Япония не довеждат до капитулация на Китай, както са се надявали японците – китайското правителство се премества в Чунцин във вътрешността на страната и продължава съпротивата.

### Съветско-японски гранични конфликти
От средата на 30-те години на ХХ век японските войски в Манджоу-Го влизат в периодични гранични сблъсъци със Съветския съюз и Монголия. По това време японското правителство се придържа към доктрината за разширение на север, поддържана от командването на Сухопътните войски. В резултат на поражението при при Халхин Гол през лятото на 1939 година, продължаващата Китайско-японска война и сближаването на японския съюзник Германия със Съветския съюз, тази политика става все по-трудна за осъществяване. През април 1941 година Япония и Съветският съюз подписват пакт за неутралитет и Япония се преориентира към поддържаната от командването на Военноморския флот Южна доктрина, която довежда страната до война със Съединените щати и Западните Съюзници.

### Окупации и съглашения в Европа
В Европа Германия и Италия стават все по-агресивни. През март 1938 година Германия анексира Австрия, отново без да предизвика сериозна реакция от другите европейски сили. Окуражен, Хитлер предявява претенции към Судетската област – територия в Чехословакия с предимно германско население. През септември Великобритания и Франция, без съгласието на самата Чехословакия, с Мюнхенското споразумение отстъпват областта на Германия, но в замяна на обещание за отказ на Германия от нови териториални претенции. Малко по-късно Германия и Италия принуждават Чехословакия да отстъпи територии на Унгария, а Полша анексира чехословашката област Заолже.
Макар всички обявени претенции на Германия да са удовлетворени с Мюнхенското споразумение, Хитлер остава недоволен, че намесата на Великобритания му е попречила да завземе цяла Чехословакия наведнъж. В поредица речи той отправя нападки срещу британските привърженици на по-твърда линия към Германия, а през януари 1939 година тайно започва въоръжаване на германския флот, който да противопостави на британското военноморско превъзходство. През март Германия окупира остатъка от Чехословакия, разделяйки го на германски протекторат Бохемия и Моравия и формално самостоятелната клиентска Словашка република. Също през март Хитлер отправя ултиматум към Литва, след който анексира Мемелската област.
Силно обезпокоени от новите претенции на Германия към Свободния град Данциг, Великобритания и Франция дават гаранции на Полша за нейната независимост, които след италианската окупация на Албания са разширени и върху Румъния и Гърция. Малко след френско-британските гаранции към Полша, Германия и Италия формализират съюзните си отношения със Стоманения пакт от 22 май. Хитлер обвинява Великобритания и Полша, че се опитват да „обкръжат“ Германия и денонсира Британско-германското военноморско споразумение и Договора за ненападение между Германия и Полша.
Положението прераства в обща криза в края на август, когато Германия усилено концентрира войски по полската граница. На 23 август, след като тристранните преговори за военен съюз между Франция, Великобритания и Съветския съюз не постигат успех, Съветският съюз сключва пакт за ненападение с Германия. Пактът включва таен протокол, който определя германска и съветска „сфера на влияние“ (западна Полша и Литва за Германия, източна Полша, Финландия, Естония, Латвия и Бесарабия за Съветския съюз) и поставя под въпрос запазването на полската независимост. Пактът предотвратява възможността за съветска съпротива срещу германска интервенция в Полша и дава увереност на Германия, че няма да бъде изправена пред риска от война на два фронта, както през Първата световна война. Веднага след неговото сключване, Хитлер нарежда да се пристъпи към нападение на Полша на 26 август, но след това решава да го забави, след като става известно за сключения между Великобритания и Полша формален договор за взаимно сътрудничество и за решението на Италия да запази неутралитет.
В отговор на британското искане за преки преговори за избягване на войната, Германия отправя към Полша искания, които само служат за допълнително влошаване на отношенията. На 29 август Хитлер иска полски пълномощник незабавно да пристигне в Берлин, за да договори предаването на Данциг и организирането на плебисцит за присъединяване на Данцигския коридор към Германия. Полша отказва да приеме тези искания и в бурна среща в нощта срещу 31 август с британския посланик Невил Хендерсън германският външен министър Йоахим фон Рибентроп обявява, че Германия смята исканията си за отхвърлени.

## Ход на войната

### Начало на войната в Европа (1939 – 1940)
На 1 септември 1939 година Германия напада Полша, след като е инсценирала под фалшив флаг няколко гранични инцидента като претекст за атака. Битката за Вестерплате, местност в Данциг, често е сочена като първото сражение от Втората световна война. Великобритания реагира с ултиматум към Германия да прекрати военните действия и на 3 септември, след като ултиматумът е пренебрегнат, заедно с Франция обявява война на Германия. Към тях се присъединяват и техните владения, включително Австралия, Нова Зеландия, Южноафриканския съюз и Канада. Съюзът не оказва пряка военна подкрепа на Полша извън ограничена френска интервенция в Саарланд. Западните Съюзници организират морска блокада на Германия, която има за цел да увреди икономиката и военния ѝ капацитет, а Германия отговаря с подводни военни действия срещу търговския и военен флот на Съюзниците, които по-късно прерастват в битката за Атлантика.
На 8 септември германците достигат предградията на Варшава. Поляците успяват да организират контраофанзива на запад и спират германското настъпление за няколко дни, но са обкръжени от Вермахта и остатъците от полските войски трябва да си пробиват път назад към обсадената Варшава. На 17 септември, след като е сключил примирие с Япония, Съветският съюз също напада Полша от изток под претекст, че полската държава фактически е престанала да съществува. На 27 септември пада Варшавският гарнизон, а на 6 октомври се предава и последното по-голямо полско подразделение. Въпреки военното поражение, Полша не капитулира – създадено е полско правителство в изгнание, а в самата страна продължава да действа нелегална държавна администрация. Значителни полски военни части се изтеглят към Румъния и Прибалтийските страни и голяма част от тях по-късно воюват срещу Оста на други фронтове на войната.
След края на военните действия в Полша, Германия и Съветският съюз анексират съответно западните и източните части на страната, между тях е създадено Генерално губернаторство под германска окупация, а малки части от полската територия са предадени на Литва и Словакия. На 6 октомври Хитлер публично предлага мир на Великобритания и Франция, но заявява, че бъдещото на Полша ще се решава само от Германия и Съветския съюз. След като предложението му е отхвърлено, той разпорежда незабавно настъпление срещу Франция, но след това то е отложено за пролетта, заради лошото време.
Съветският съюз принуждава Балтийските страни, поставени от пакта „Рибентроп-Молотов“ в съветската сфера на влияние, да подпишат „договори за взаимопомощ“, в резултат на които там са разположени значителни съветски военни контингенти. Финландия отказва да подпише такъв договор и отказва да отстъпи части от територията си на Съветския съюз. По тази причина Съветският съюз я напада през ноември 1939 година, за което е изключен от Обществото на народите. Въпреки огромното ѝ числено превъзходство, военни успехи на съветската армия са скромни и Съветско-финландската война приключва през март 1940 година с минимални отстъпки от финландска страна.
През юни 1940 година Съветският съюз анексира Балтийските страни, както и румънските области Бесарабия и Северна Буковина. Междувременно германско-съветското сближаване и стопанско сътрудничество постепенно замират и двете страни започват да се подготвят за война помежду си.

### Западна Европа (1940 – 1941)
През април 1940 година Германия напада Дания и Норвегия, за да подсигури доставките си на желязна руда от Швеция, които Съюзниците се опитват да прекъснат. Дания капитулира за няколко часа, а Норвегия е окупирана след два месеца, въпреки помощта от Съюзниците. Във Великобритания недоволството от провеждането на Норвежката кампания предизвиква правителствена криза и на 10 май 1940 година за министър-председател е избран Уинстън Чърчил.
На същия ден Германия започва настъпление срещу Франция. За да заобиколят силно укрепената Линия „Мажино“ по френско-германската граница, германците насочват атаката си към неутралните държави Белгия, Нидерландия и Люксембург. Те извършват обходна маневра през Ардените, които Съюзниците погрешно смятат за непроходима естествена преграда за бронираната техника. Чрез успешното прилагане на новата тактика на светкавична война, Вермахтът бързо достига до Ламанш и откъсва от Франция съюзническите сили в Белгия. В началото на юни Великобритания успява да евакуира от континента голяма част от съюзническите войски, които обаче са принудени да изоставят почти цялото си оборудване.
На 10 юни Италия напада Франция, обявявайки война както на нея, така и на Великобритания. Германците се насочват на юг срещу отслабената френска армия и на 14 юни влизат в Париж. Осем дни по-късно Франция сключва примирие – страната е разделена на зони, окупирани от Германия и от Италия, а между тях остава остатъчна марионетна държава, ръководена от Режима от Виши начело с маршал Филип Петен, която, макар и официално неутрална, е силно свързана с Германия. Франция на Петен запазва флота си, който Великобритания напада на 3 юли в опит да предотврати предаването му на Германия.
Битката за Британия започва в началото на юли с нападения на Луфтвафе срещу кораби и пристанища, а през август германците предприемат кампания за установяване на въздушно превъзходство, която обаче не успява да надделее над британските Кралски военновъздушни сили. По тази причина на 17 септември планираният германски десант във Великобритания е отложен за неопределено време. Вместо това се засилват германските стратегически бомбардировки, които в кампанията „Блиц“ включват и нощни нападения срещу Лондон и други градове, но не успяват да засегнат чувствително британските военни възможности и като цяло са прекратени през май 1941 година.
Използвайки завзетите френски пристанища, германският военноморски флот постига успехи срещу британското корабоплаване в Атлантическия океан. Британците все пак отбелязват значителна победа на 27 май 1941 година, когато потопяват линейния кораб „Бисмарк“.
Развитието на военните действия в Западна Европа постепенно променя политиката на неутралитет на Съединените щати. Още през ноември 1939 година те започват да оказват известна помощ на Китай и Съюзниците, променяйки приетите по-рано Закони за неутралитета, така че да позволят продажбата на военни стоки на воюващите страни. През 1940 година, след падането на Париж, американският военноморски флот е значително увеличен, а през септември Съединените щати предават на Великобритания 50 разрушителя срещу правото на ползване на британски военни бази в Западното полукълбо. През декември 1940 година президентът Франклин Рузвелт обвинява Хитлер в планове да завладее света и изключва всякакви преговори с него, обявявайки се за превръщането на Съединените щати в „арсенал на демокрацията“ чрез програми за подпомагане на британците като „Заем-наем“. По това време американците започват да изготвят стратегически планове за пълномащабно настъпление срещу Германия. Въпреки това и през 1941 година общественото мнение в Съединените щати продължава да се противопоставя на пряка военна намеса на страната в конфликта.
В края на септември 1940 година страните от Оста формално се свързват чрез Тристранния пакт, според който трите държави трябва заедно да влязат във война срещу всяка нападнала ги страна, с изключение на Съветския съюз. Пактът се разширява през ноември, когато към него се присъединяват Унгария, Словакия и Румъния.

### Средиземноморието (1940 – 1941)
През юни 1940 година италианските войски нападат и обсаждат Малта – британско владение в Средиземно море. В края на лятото и началото на есента италианците завземат Британска Сомалия и нападат Египет, намиращ се под британски контрол. През октомври Италия атакува и Гърция, но нападението е отблъснато с тежки жертви за италианците и кампанията приключва след няколко дни с ограничени териториални промени. Германия започва да се подготвя за интервенция на Балканите в помощ на Италия, за да предотврати създаването там на британски плацдарм, който би застрашил румънските нефтени полета, както и за да се противопостави на британската хегемония в Средиземноморието.
През декември 1940 година войските на Британската империя започват контранастъпление в Египет, както и срещу Италианска Източна Африка. И двете операции имат голям успех – към началото на февруари 1941 година Италия губи контрол над източна Либия, като много войници са взети в плен. Италианският флот също търпи тежки поражения, като три разрушителя са извадени от строя в атака при Таранто, а още няколко кораба са неутрализирани в битката при нос Матапан.
Неуспехите на Италия карат Германия да изпрати експедиционни сили в Северна Африка и в края на март 1941 година Африканският корпус на Ервин Ромел започва настъпление, с което отблъсква британските сили в Либия. За по-малко от месец силите на Тристранния пакт навлизат в западен Египет и обсаждат пристанището Тобрук. До ноември британците провеждат контранастъпление, което отблъсква силите на Оста до началните им позиции.
В началото на март 1941 година България, а в края на месеца и Югославия, се присъединяват към Тристранния пакт, но няколко дни по-късно югославското правителство е свалено от пробритански офицери. Германия отговаря на 6 април чрез Балканската кампания с едновременно нападение срещу Югославия и Гърция, като и двете страни са завзети в рамките на месец. С успешен въздушен десант на остров Крит в края на май приключва германското завоюване на Балканите. Въпреки че победата на Тристранния пакт е бърза, през следващите години в Югославия се развива мащабна и кървава партизанска война.
В Близкия Изток през май 1941 силите на Британската империя потушават въстание в Ирак, подпомагано от германската авиация, базирана в контролираната от Режима от Виши Сирия. През юни и юли британците, подпомагани от сили на „Сражаваща се Франция“, окупират Сирия и Ливан.

### Нападение на Оста срещу Съветския съюз (1941)
Докато военната обстановка в Европа и Азия достига относителна стабилност, Германия, Япония и Съветският съюз се подготвят за ескалация на войната. При нарастващите опасения на Съветския съюз от засилващите се напрежения с Германия и при плановете на Япония да се възползва от войната в Европа, за да завземе богатите на природни ресурси европейски владения в Югоизточна Азия, през април 1941 година двете страни сключват Пакт за взаимен неутралитет. В същото време Германия систематично се подготвя за нападение срещу Съветския съюз, струпвайки войски по съветската граница.
Хитлер е убеден, че отказът на Великобритания да се сложи край на войната се дължи на очакването, че рано или късно Съединените щати и Съветският съюз ще влязат във войната срещу Германия. По тази причина той се стреми към заздравяване на връзките със Съветския съюз или, в случай на неуспех, към неговото елиминиране като фактор във войната. През ноември 1940 година двете страни преговарят за присъединяването на Съветския съюз към Тристранния пакт и съветската страна проявява интерес, но исканите от нея отстъпки от Финландия, България, Турция и Япония са неприемливи за германците. Така на 18 декември 1940 година Хитлер издава заповед за започване на подготовка за нападение срещу Съветския съюз.
На 22 юни 1941 година Германия обвинява Съветския съюз в заговор срещу нея и го напада с Операция „Барбароса“. Германците са подкрепени от Италия и Румъния, към които малко по-късно се присъединяват Финландия и Унгария. Основните цели на изненадващото настъпление са Прибалтика, Москва и Украйна, като стратегическата цел е към края на кампанията от 1941 година да се достигне Линията „Архангелск – Астрахан“ от Каспийско до Бяло море. Целта на Хитлер е да елиминира Съветския съюз като военна сила, да ликвидира комунизма, да създаде пропагандираното от него „жизнено пространство“ чрез етническо прочистване и колонизация в Източна Европа и да си осигури достъп до стратегически природни ресурси, необходими за войната с останалите съперници на Германия.
Макар преди войната Червената армия да се подготвя за стратегическо контранастъпление, успехът на Операция „Барбароса“ принуждава съветското командване да премине към стратегическа отбрана. През лятото Тристранният пакт напредва бързо в съветска територия, причинявайки огромни загуби в хора и техника. В средата на август обаче, германското командване решава да спре настъплението на значително отслабената Група армии „Център“ и да пренасочи 2-ра танкова армия в помощ на настъплението към централна Украйна и Ленинград. Киевската офанзива се превръща в голям успех и води до обкръжението и ликвидирането на четири съветски армии, като открива пътя за настъпление към Крим и към индустриализираната Източна Украйна.
Отклоняването на три четвърти от войските на Тристранния пакт и по-голямата част от военновъздушните им сили от Франция и Средиземноморието към Източния фронт подтиква Великобритания да преосмисли общата си стратегия. През юли тя сключва със Съветския съюз военен съюз срещу Германия, след което двете страни нападат неутралния Иран, за да подсигурят Персийския коридор за доставки и иранските нефтени полета. През август Великобритания и Съединените щати заедно публикуват Атлантическата харта, очертаваща целите на двете страни във войната, въпреки че американците все още не участват официално в нея.
Към октомври Тристранният пакт е постигнал оперативните си цели в Украйна и Прибалтика, като все още продължават само обсадите на Ленинград и на Севастопол. Възобновено е масивното настъпление към Москва и след два месеца яростни сражения при все по-лоши метеорологични условия германската армия почти достига крайните предградия на Москва, където изтощените войски са принудени да спрат напредването си. Силите на Тристранния пакт завземат обширни територии, но кампанията им не постига основните си цели – двата главни съветски града не са превзети, съветската способност за съпротива не е пречупена и Съветският съюз запазва значителна част от военния си потенциал. Това слага край на етапа на светкавичната война в Европа.
В началото на декември продължаващата мобилизация позволява на Съветския съюз да постигне числено равновесие с войските на Тристранния пакт. Това, както и разузнавателните данни за минималния брой съветски войски в Далечния Изток, които биха задържали евентуално нападение на японската Квантунска армия, дават възможност на съветското командване да започне на 5 декември масирано контранастъпление по целия фронт, което изтласква силите на оста със 100 до 250 километра на запад.

### Начало на войната в Тихия океан (1941)
Още през 1939 година Съединените щати се отхвърлят от търговския си договор с Япония, а с въвеждането на забрана за износа на авиационно гориво през юли 1940 година започват да оказват засилващ се стопански натиск срещу нея. През есента на 1939 година Япония провежда своето първо нападение срещу Чанша, стратегически важен китайски град, но е отблъсната. Въпреки няколкото настъпления от двете страни, към 1940 година войната между Китай и Япония достига до патово положение. За да засили натиска върху Китай като блокира възможностите му за снабдяване и за да разположи по-добре силите си в случай на война със западните сили, през септември Япония окупира северен Френски Индокитай. В отговор Съединените щати налагат ембарго върху доставките за Япония на желязо, стомана и машинни части.
През втората половина на 1940 година китайските комунисти започват настъпление в централен Китай, в отговор на което японците предприемат в окупираните от тях области драстични мерки за отслабване на човешките и материални ресурси на комунистите. Продължаващото напрежение между китайските комунисти и националисти прераства във въоръжени сблъсъци през януари 1941 година, което практически слага край на сътрудничеството между тях. През март японско настъпление е отблъснато при при Шангао, а през септември японците правят нов неуспешен опит да превземат Чанша.
Германските успехи в Европа окуражават Япония да засили натиска си върху европейските владения в Югоизточна Азия. Нидерландското правителство се съгласява да предостави на Япония известни доставки на нефт от Нидерландска Индия, но преговорите за увеличен достъп до тамошните ресурси се провалят през юни 1941 година. През юли Япония изпраща свои войски в южен Френски Индокитай, застрашавайки британските и нидерландски владения в региона. Съединените щати, Великобритания и други западни правителства реагират със замразяване на японски активи и пълно нефтено ембарго. По това време Япония планира нападение срещу Съветския съюз с намерението да се възползва от германското настъпление на запад, но след налагането на санкциите се отказва от операцията.
От началото на 1941 година Съединените щати и Япония водят преговори в опит да подобрят влошените си отношения, без да постигнат особен напредък. Същевременно Съединените щати, Великобритания и Нидерландия водят тайни разговори за съвместна защита на териториите си в случай на японско нападение срещу тях. Американците подсилват отбраната на Филипините, американско владение в Югоизточна Азия, което трябва да получи независимост през 1946 година, и предупреждават Япония, че ще реагират при японско нападение срещу всяка от „съседните страни“.
Разочарована от липсата на напредък в преговорите и засегната от американско-британско-нидерландските санкции, Япония се подготвя за война. На 20 ноември е съставено ново правителство, начело с Хидеки Тоджо, което прави на американците последно предложение – спиране на американската помощ за Китай и вдигане на ембаргото срещу отказ от нападения в Югоизточна Азия и изтегляне на японците от южен Индокитай. В отговор на 26 ноември американците искат безусловно изтегляне на японските войски от Китай и сключване на договори за ненападение с всички тихоокеански сили. Това на практика поставя Япония пред избор между пълен отказ от амбициите ѝ в Китай и завземане със сила на природните ресурси на Югоизточна Азия, като японското командване изобщо не разглежда първата възможност, а за много военни самото нефтено ембарго е негласно обявяване на война.
Япония планира да завземе бързо европейските владения в Югоизточна Азия и да създаде дълбок защитен периметър до централния Тихи океан, след което да използва ресурсите на Югоизточна Азия, докато води изтощителна за противника защитна война на много широк фронт. За да се предотврати американската намеса в първоначалния етап, част от плана е от самото начало да се неутрализира Тихоокеанския флот на Съединените щати и американските сили на Филипините. На 7 декември (8 декември в азиатските часови пояси) 1941 година Япония извършва почти едновременни нападения срещу британски и американски бази в Тихоокеанския регион, включително срещу американския флот в Пърл Харбър, срещу Филипините, срещу Британска Малая и срещу Британски Хонконг.
В резултат на нападенията Съединените щати, Великобритания, Китай, Австралия и няколко други държави официално обявяват война на Япония, докато Съветският съюз, ангажиран с тежки военни действия в Европа, запазва неутралитет. Германия, последвана от останалите страни от Тристранния пакт, обявява война на Съединените щати в знак на солидарност с Япония и позовавайки се на американски нападения срещу германски военни кораби.

### Край на напредването на Оста (1942 – 1943)
На 1 януари 1942 година четирите главни сили сред Съюзниците – Съветският съюз, Китай, Великобритания и Съединените щати, – заедно с 22 по-малки страни или правителства в изгнание, обявяват Декларацията на Обединените нации, с която потвърждават Атлантическата харта и се договарят да не сключват сепаративен мир със страните от Тристранния пакт.
През цялата 1942 година Съюзниците водят дискусии за общата стратегия, която да следват. Всички са съгласни, че главната цел е разгромът на Германия. Американците предпочитат пряко пълномащабно нападение през Франция. Съветският съюз също иска отварянето на втори фронт в Европа. Британците, от друга страна, се застъпват за операции в периферни зони, които да изтощят германците, предизвиквайки деморализация и засилвайки вътрешната съпротива, като същевременно се провеждат тежки бомбардировки над самата Германия, а едва след това да се проведе предимно танково настъпление. В крайна сметка британците успяват да убедят американците, че десант във Франция е невъзможен през 1942 година и вместо това Западните Съюзници трябва да се концентрират върху изтласкването на Тристранния пакт от Северна Африка.
На Конференцията в Казабланка в началото на 1943 година Съюзниците повтарят позициите си от Декларацията на Обединените нации и се обявяват за безусловна капитулация на противника. Британците и американците се договарят да продължат натиска в Средиземноморието, като нападнат Сицилия и подсигурят трайно средиземноморските пътища за снабдяване. Първоначално британците се застъпват за интервенция на Балканите, която да привлече и Турция във войната, но към май 1943 година американците успяват да ги убедят да ограничат операциите в Средиземноморието до десант в континентална Италия и да се подготвят за навлизане във Франция през следващата година.

#### Тихоокеанският театър (1942 – 1943)
Към края на април 1942 година Япония и нейният съюзник Тайланд почти изцяло са завзели Бирма, Малая, Нидерландска Индия, Сингапур и Рабаул, причинявайки тежки загуби на съюзническите войски и взимайки голям брой военнопленници. Въпреки упоритата съпротива на филипинските и американските сили, и Филипините са окупирани през май, а правителството им заминава в изгнание. Японският флот също постига победи в Южнокитайско море, в Яванско море и в Индийския океан, а военновъздушните сили бомбардират Дарвин в Австралия. Тези лесни победи срещу неподготвените Западни Съюзници правят японците самонадеяни, като в същото време силите им са разпръснати на широк фронт.
В началото на май 1942 година Япония започва действия за завземането на Порт Морсби с морски десант, като по този начин цели да прекъсне съобщенията и транспортните връзки между Съединените щати и Австралия. Планираното нападение е осуетено, след като съюзническа военноморска група, включваща два американски самолетоносача, се сблъсква с японския флот без явен победител в битката в Коралово море. Следващият план на Япония, предизвикан от американските бомбардировки на Токио, е да завземе атола Мидуей и да въвлече американските самолетоносачи в битка, в която да бъдат унищожени. Същевременно, за отклоняване на вниманието, японците изпращат сили, които да окупират Алеутските острови. В средата на май Япония започва и Джъдзянско-Дзянсийската операция в Китай, за да отмъсти на китайците, подпомогнали оцелелите след бомбардировките на Токио американски пилоти. В началото на юни японците привеждат плановете си в действие, но американците, след като в края на май разбиват шифрите на японския флот, са напълно наясно с тях и постигат решаваща победа в битката при Мидуей.
След като поражението при Мидуей значително ограничава капацитета ѝ за нападателни действия, Япония решава да се концентрира върху нов опит за завземане на Порт Морсби със сухопътна операция в територията Папуа. Същевременно американците планират контранастъпление срещу японските позиции в южните Соломонови острови, най-вече в Гуадалканал, като първа стъпка към превземането на Рабаул, главната японска база в региона.
И двете страни започват да реализират плановете си през юли, но към средата на септември битката за Гуадалканал става приоритетна за японците и войските в Нова Гвинея се оттеглят от Порт Морсби на север, където се сблъскват с австралийски и американски части в Боя за Буна-Гона. Гуадалканал скоро става център на усилията и за двете страни, които концентрират там значителни войски и множество кораби. В началото на 1943 година японците търпят поражение на острова и изтеглят войските си.
В Бирма силите на Британската общност предприемат две операции. Първата, настъпление в Аракан в края на 1942 година, приключва катастрофално с отстъпление към Индия през май 1943 година. Втората е извеждане на нередовни войски в тила на японците през февруари, която към края на април е постигнала смесени резултати.

#### Източният фронт (1942 – 1943)
Въпреки значителните загуби, в началото на 1942 година Германия и нейните съюзници спират голямото съветско настъпление в централна и южна Русия, запазвайки повечето територии, завзети през предишната година. През май германците отблъскват съветските настъпления при Керч и при Харков, след което през юни започват главното си лятно настъпление в южна Русия с цел да завземат Кубанската степ и Бакинските нефтени полета, задържайки в същото време позициите си в северната и централна част на фронта. Операцията се извършва от две обособени подразделения – Група армии „А“ се придвижва към долното течение на Дон и на югоизток към Кавказ, а Група армии „Б“ настъпва към река Волга, където съветското командване организира основната си защита при Сталинград.
До средата на ноември германците почти превземат Сталинград в ожесточени улични боеве. Тогава започва и второто съветско зимно контранастъпление, включващо обход на германските сили при Сталинград и нападение срещу Ржевския клин западно от Москва – първата операция се превръща в пълен разгром за германците, но втората завършва катастрофално за съветската армия. До началото на февруари 1943 година германската армия понася огромни загуби и фронтовата линия е върната назад отвъд положението преди лятното германско настъпление. В средата на февруари, когато съветският натиск отслабва, германците организират поредно нападение при Харков, създавайки клин във фронтовата линия при Курск.

#### Средиземноморието и Западна Европа (1942 – 1943)
През януари 1942 година италианците и германците започват ново настъпление в Северна Африка и до началото на февруари изтласкват британците до Газала, а в последвалото затишие се подготвят за нови настъпателни действия. Започналото в края на май настъпление на Оста навлиза дълбоко в Египет, докато е спряно през юли при Аламейн.
През август 1942 година Съюзниците отблъскват втора атака срещу Аламейн, след което с тежки загуби успяват да изпратят припаси в обсадената Малта. Няколко месеца по-късно Съюзниците започват собствено настъпление при Аламейн, отблъскват силите на Тристранния пакт и започват да се придвижват на запад през Либия.
През ноември британско-американски десант в Северозападна Африка със съдействието на част от френската колониална администрация поставя Френско Мароко и Френски Алжир под контрола на Съюзниците. В отговор Хитлер разпорежда окупацията на Франция и, макар че режимът във Виши не оказва пряка съпротива, той успява да потопи собствения си флот в Тулон, за да предотврати пленяването му от германците. Силите на Тристранния пакт в Северна Африка се оттеглят към Тунис, който също е завзет от Съюзниците през май 1943 година.
Възползвайки се от грешки на американския флот, през цялата първа половина на 1942 година германците нанасят тежки щети на съюзническия морски транспорт в северозападната част на Атлантическия океан. В Западна Европа Съюзниците провеждат поредица диверсионни акции срещу стратегически обекти, чиято кулминация – приключилият катастрофално десант при Диеп през август, – демонстрира неспособността на Съюзниците да организират нападение срещу континентална Европа без много по-сериозна подготовка.
В началото на май 1942 година, опасявайки се, че японците могат да използват контролираните от режима във Виши военноморски бази в Мадагаскар, британците дебаркират на острова и до ноември го поставят под контрола на Съюзниците.

### Обрат в хода на войната (1943 – 1944)
След Гуадалканалската операция Съюзниците планират поредица акции срещу Япония в Тихия океан. През май 1943 година канадски и американски части изтласкват японците от Алеутските острови. Малко след това Съединените щати, с подкрепата на австралийски и новозеландски сили, започват мащабни операции за обкръжаване на Рабаул чрез завземане на околните острови и за пробив в отбранителния периметър на Япония в централния Тихи океан. До края на март 1944 година Съюзниците постигат и двете цели, като същевременно неутрализират важната японска база на Каролинските острови. През април те започват настъпление в Западна Нова Гвинея.
Тристранният пакт търпи неуспехи и в Атлантическия океан – през май 1943 година Съюзниците нанасят тежки щети на германския подводен флот и принуждават Германия временно да прекрати действията си в Северния Атлантик. През юни британците и американците започват и стратегически бомбардировки на Германия с цел да разстроят военната икономика, да предизвикат деморализация и да засегнат жилищния фонд на цивилното население.
На Източния фронт и двете страни използват пролетта и началото на лятото на 1943 година за подготовката на масирани настъпления в централната част на фронта. На 4 юли Германия напада съветските сили около Курската дъга. Само за седмица германците са изтощени от съветските дълбоко ешелонирани и добре конструирани отбранителни съоръжения и за пръв път от началото на войната Хитлер отменя операция, преди тя да е постигнала тактически или оперативен успех. Сред причините за това решение е и нападението на Сицилия от Западните Съюзници на 9 юли, което, заедно с предходните италиански неуспехи, довежда до свалянето от власт и ареста на Мусолини по-късно през същия месец.
На 12 юли 1943 година Съветският съюз преминава в контранастъпление, премахвайки всяка възможност за германска победа или дори за патова ситуация на Източния фронт. Съветската победа при Курск слага край на германското превъзходство, след което инициативата окончателно е иззета от Съветския съюз. Германците се опитват да стабилизират фронта по набързо укрепената Линия „Пантер – Вотан“, но и тя е пробита при Смоленск и по Долния Днепър.
На 3 септември 1943 година, след сключеното примирие с новото правителство на Италия, Западните Съюзници навлизат в континентална Италия. Германия, подпомагана от местните фашисти, реагира с разоръжаване на дезорганизираните италиански сили, установяване на военен контрол над основната част от страната и изграждане на поредица отбранителни линии. Германски специални части успяват да освободят Мусолини, който скоро създава в окупираните от германците части на Италия новата клиентска държава Република Сало, поставяйки началото на гражданска война. Съюзниците напредват трудно през германските отбранителни позиции, достигайки в средата на ноември главната защитна Линия „Густав“.
През ноември 1943 година Франклин Делано Рузвелт и Уинстън Чърчил се срещат с Чан Кайшъ в Кайро, а след това с Йосиф Сталин в Техеран. На първата конференция е решено след края на войната да се върнат завзетите от Япония територии и са утвърдени плановете за продължаването на Бирманската кампания, а на втората е постигнато споразумение Западните Съюзници да открият втори фронт в Западна Европа през 1944 година, а Съветският съюз да обяви война на Япония в рамките на три месеца след поражението на Германия.
На 27 януари 1944 година с масиран удар съветските войски отблъскват германците от района на Ленинград, слагайки край на най-смъртоносната обсада в историята. Последвалото съветско настъпление е спряно на довоенната граница с Естония, което възпрепятства съветските действия в целия Балтийски регион. В другите участъци на фронта до края на май съветските войски завземат Крим, като цяло изтласкват силите на Тристранния пакт от Украйна и навлизат за кратко в Румъния.
През януари 1944 година Съюзниците предприемат поредица атаки срещу германските отбранителни линии при Монте Касино и правят опит да ги обходят с десант при Анцио. През май те преодоляват защитата при Монте Касино и, допускайки оттеглянето на няколко германски дивизии, на 4 юни превземат Рим.
Още през ноември 1943 година, с продължилата седем седмици битка при Чандъ, китайците въвличат Япония в тежки сражения на изтощение в очакване на подкрепления от Съюзниците. През март 1944 година японците нападат британските позиции в Асам и скоро обсаждат Импхал и достигат Кохима. През май британците започват контранастъпление, което до юли изтласква японските войски обратно в Бирма, а китайските войски, навлезли в северна Бирма в края на предишната година, обсаждат Мичина.
Праз май 1944 година започва голямо японско настъпление в централен Китай, което трябва да унищожи основните военни сили на Китай, да осигури контрол над железопътните връзки между отделните окупирани от японците части на страната и да завземе основните въздушни бази на Съюзниците. До юни японските войски завладяват провинция Хънан и отново нападат Чанша.

### Напредване на Съюзниците (1944)
На 6 юни 1944 година, след три години съветски дипломатически натиск, Западните Съюзници навлизат в северна Франция, а прехвърляйки няколко дивизии от Италия, нападат и южна Франция. Успехът на тези десанти е последван от поражение на основните германски сили в Нормандия. На 25 август Париж е завзет от местната съпротива и сили на „Сражаваща се Франция“, след което Съюзниците продължават настъплението си на изток. През септември опитът за навлизане в Северна Германия с най-големия въздушен десант в историята завършва с неуспех. След това Съюзниците бавно напредват в Германия, но през ноември са спрени на река Рур. В Италия напредването им също е спряно на последната голяма отбранителна линия на германците.
На 22 юни 1944 година съветската армия започва стратегическо настъпление в Беларус, което почти изцяло унищожава германската Група армии „Център“. Успоредно с това нова настъпателна операция изтласква германците от западна Украйна и източна Полша. Съветският съюз създава Полски комитет за национално освобождение, който трябва да установи контрол над полската територия и да унищожи полската „Армия Крайова“. В продължение на два месеца Червената армия изчаква в източните предградия на Варшава, докато германците смазват воденото от „Армия Крайова“ Варшавско въстание. В края на август съветско настъпление в източна Румъния унищожава значителни германски сили и предизвиква държавни преврати в Румъния и в България, в резултат на които двете страни преминават на страната на Съюзниците.
През септември 1944 година съветските войски навлизат в Югославия и, заедно с български части и местните комунистически партизани, които вече контролират части от страната, принуждават германците бързо да се изтеглят от Гърция, Албания и Македония, за да избегнат обкръжение. Белград е превзет на 20 октомври, а дни по-късно Съюзниците започват масирано настъпление в поставената малко преди това под германска окупация Унгария, която завършва с превземането на Будапеща през февруари 1945 година. За разлика от бързите съветски успехи в Югоизточна Европа, яростната съпротива на Финландия срещу съветското настъпление в Карелския провлак предотвратява бърза окупация на страната и Финландия сключва примирие при относително леки условия, макар че е принудена да се включи във войната срещу Германия.
В Югоизточна Азия до началото на юли 1944 година британците настъпват от Асам до река Чиндуин, а китайците превземат Мичина. През септември китайски сили завземат връх Сун, връщайки Бирманския път под контрола на Съюзниците. В централен Китай японците имат по-големи успехи, като от края на юни до началото на август успяват да превземат Чанша и Хънян. Малко след това те навлизат в Гуанси, в края на ноември постигат значителни успехи срещу китайските сили в района и до средата на декември успяват да свържат териториите си в Китай и Индокитай.
В Тихия океан американците продължават натиска върху японския защитен периметър. В средата на юни 1944 година те нанасят решително поражение на японския флот във Филипинско море и започват настъпление срещу японските бази по островите в западния Тихи океан. Тези неуспехи довеждат до оставката на японския министър-председател Хидеки Тоджо и предоставят на американците военновъздушни бази, от които започват интензивни бомбардировки на Японските острови. В края на октомври американски войски дебаркират на остров Лейте на Филипините, а малко след това американският флот удържа недалеч от там победа в една от най-големите морски битки в историята.

### Последни сражения и край на войната
На 16 декември 1944 година Германия започва последния си значим опит за съпротива на Западния фронт, хвърляйки повечето си останали резерви в масивно контранастъпление в Ардените и по френско-германската граница, с които целят да разцепят силите на Съюзниците, да обкръжат част от тях и да завземат ключовото за снабдяването им пристанище на Антверпен, като по този начин получат възможност за политически поносим изход от войната. До януари 1945 година германското настъпление е отблъснато без да постигне стратегическите си цели. Докато в Италия Съюзниците остават блокирани от германските защитни линии, в средата на януари съветските и полските войски достигат на запад до Одер и завземат Източна Прусия. На 4 февруари съветският, британският и американският лидер се събират на Ялтенската конференция, където се договарят за следвоенната окупация на Германия и препотвърждават споразумението си за включването на Съветския съюз във войната срещу Япония.
През февруари 1945 година съюзническите войски навлизат в Силезия и в Померания, а на запад преминават германската граница, напредвайки към Рейн. В началото на март, в опит да защитят последните си нефтени запаси в Унгария и да си върнат Будапеща, германците започват в района на езерото Балатон последното си голямо настъпление. За две седмици съветски, български и югославски войски отблъскват настъплението, след което превземат Виена. През март американци и британци пресичат Рейн северно и южно от Рур, обкръжавайки цяла германска група армии. В началото на април съветските сили превземат Кьонигсберг, докато Западните Съюзници най-накрая осъществяват пробив в Италия и завземат западна Германия до Хамбург и Нюрнберг. На 25 април съветските и американските войски се срещат на река Елба – по това време остават само няколко неокупирани от Съюзниците обособени области в Южна Германия и около Берлин.
Съветски и полски войски атакуват и превземат Берлин в края на април, а германските части в Италия капитулират на 29 април. На 30 април е превзета сградата на Райхстага, символизирайки военното поражение на Нацистка Германия, а гарнизонът на Берлин се предава на 2 май.
По това време стават няколко смени в политическото ръководство на воюващите страни. На 12 април умира американският президент Рузвелт и мястото му е заето от Хари Труман. Бенито Мусолини е убит от партизани на 28 април, а два дни по-късно Адолф Хитлер се самоубива в обсадения Берлин и е наследен от гросадмирал Карл Дьониц. Пълната и безусловна капитулация на Германия е подписана на 7 май в Реймс, влизайки в сила на 8 май. Последните германски части се съпротивляват в Прага до 11 май.
На Тихоокеанския театър американски и филипински войски напредват на Филипините, като дебаркират на Лусон през януари 1945 година, превземат Манила през март и прочистват Лейте в края на април, но сраженията на Минданао и други острови продължават до самия край на войната. Същевременно американците започват масирани бомбардировки на стратегически важни градове в Япония, целящи да унищожат японската промишленост и да деморализират цивилното население. Опустошителната бомбардировка на Токио на 9 – 10 март е най-смъртоносната конвенционална бомбардировка в историята.
През март 1945 година британци, американци и китайци нанасят поражение на японците в северна Бирма, а на 3 май британците стигат до Рангун. От април до юни китайците осъществяват контранастъпление в западен Хунан. През май австралийски войски дебаркират в Борнео, установявайки контрол над нефтените полета на острова. Американски военноморски и десантни сили напредват към Япония, като през март превземат Иво Джима, а в края на юни – и Окинава. Същевременно американските подводници блокират японския внос, ограничавайки рязко възможностите на Япония да снабдява отвъдморските си сили.
На 11 юли лидерите на Съюзниците се срещат в Потсдам край Берлин и потвърждават дотогавашните си споразумения относно Германия, а американското, британското и китайското правителство преповтарят искането си за безусловна капитулация на Япония, заявявайки, че „алтернативата за Япония е незабавно и пълно унищожение“. По време на самата конференция във Великобритания се провеждат избори и мястото на Уинстън Чърчил е заето от Клемънт Атли.
Призивите за безусловна капитулация са отхвърлени от японското правителство, което смята, че ще успее да постигне по-благоприятни условия на капитулация. В началото на август Съединените щати взривяват атомни бомби над японските градове Хирошима и Нагасаки. Между двете бомбардировки Съветският съюз, следвайки Ялтенското споразумение, навлиза в Манджурия и бързо разгромява Квантунската армия, най-голямата сухопътна сила на Япония, което слага край на съпротивата срещу капитулацията в командването на японските сухопътни войски. На 15 август 1945 година Япония капитулира, като официалният документ за това е подписан край Токио на борда на американския линеен кораб „Мисури“ на 2 септември 1945 година, което формално слага край на Втората световна война.

## След края на войната
След края на войната в Европа Съюзниците създават окупационни администрации в Австрия и в Германия. Първата става неутрална държава, необвързана с политически съюзи, а втората е разделена на западна и източна окупационна зона, контролирани съответно от Западните Съюзници и Съветския съюз. Програма за денацификация на Германия води до преследвания на националсоциалистически военнопрестъпници, включително в Нюрнбергския процес, и отстраняване на бивши националсоциалисти от властта, но с времето тази политика се смекчава, насочвайки се към амнистия и реинтеграция на бившите националсоциалисти в западногерманското общество.
В резултат на войната Германия губи една четвърт от територията си от 1937 година. На изток Силезия и голяма част от Ноймарк и Померания са присъединени към Полша, а Източна Прусия е поделена между Полша и Съветския съюз. 9 милиона етнически германци от тези области, както и 3 милиона от Судетите в Чехословакия са изселени в Германия, като през 50-те години една пета от населението на Западна Германия е съставено от бежанци от източните области. Освен германски територии, Съветският съюз присъединява полските области на изток от Линията „Кързън“, откъдето са прогонени 2 милиона поляци, както и североизточна Румъния, части от източна Финландия и трите Балтийски страни. Италия губи сравнително малки области в полза на Франция, Югославия и Гърция, както и владенията си в Африка.
В опит за поддържане на световен мир Съюзниците създават Организацията на обединените нации (ООН), официално образувана на 24 октомври 1945 година, и през 1948 година приемат Всеобщата декларация за правата на човека като общ стандарт за всички членуващи в нея държави. Великите сили, победителки във войната – Великобритания, Китай, Съветския съюз, Съединените щати и Франция, – стават постоянни членове на Съвета за сигурност на ООН. Въпреки това отношенията между самите Съюзници започват да се влошават още преди края на войната.
Германия е де факто разделена на две независими държави – Федерална република Германия (Западна Германия) и Германска демократична република (Източна Германия), – в границите на първоначалните западна и съветска окупационна зона. Останалата част от Европа също се разделя на западна и съветска сфера на влияние. Повечето страни в Източна и Централна Европа попадат в съветската сфера и в тях, изцяло или частично с подкрепата на съветските окупационни войски, се установяват тоталитарни комунистически режими. В резултат на това Източна Германия, Полша, Чехословакия, Унгария, Румъния, България и Албания са превърнати в сателитни държави на Съветския съюз. Югославия, макар и под комунистически режим, запазва самостоятелността си след внезапен разрив между югославското и съветското ръководство.
Следвоенното разделение на света е формализирано в два военни съюза – воденият от Съединените щати НАТО и воденият от Съветския съюз Варшавски договор. Продължителният период на политическо напрежение и военно съперничество между тях, Студената война, е съпътстван от безпрецедентна надпревара във въоръжаването и множество опосредствани войни.
В Далечния Изток Съединените щати оглавяват окупацията на Япония и администрират бившите японски острови в западния Тихи океан, а Съветският съюз анексира Сахалин и Курилските острови. Корея, до войната под японско управление, е разделена на две окупационни зони – съветска на север и американска на юг, – които стават основа на две самостоятелни държави, всяка претендираща да е легитимното правителство на цяла Корея, което довежда до Корейската война.
През юни 1946 година в Китай националисти и комунисти подновяват гражданската война, в която комунистите надделяват, създавайки на континента Китайската народна република, докато националистическите сили се оттеглят на остров Тайван. В Близкия Изток отхвърлянето от арабите на Плана за разделяне на Палестина поставя началото на трайно задълбочаване на Арабско-израелския конфликт. Европейските сили се опитват да запазят поне част от своите колониални империи, но загубата на престиж и ресурси по време на войната правят усилията им безуспешни, което довежда до процеса на деколонизация.
Световната икономика е тежко засегната от войната, макар че последствията за отделните страни са различни. Съединените щати излизат от войната в по-добро икономическо състояние от останалите развити страни, към 1950 година брутният им вътрешен продукт на глава от населението е значително по-висок от този в останалите големи държави и те заемат ключово положение в световната икономика. Въпреки огромните човешки и материални загуби Съветският съюз и Китай достигат предвоенните нива на производството си сравнително бързо, до началото на 50-те години на XX век. Япония преживява безпрецедентен икономически растеж, като за няколко десетилетия се превръща в една от водещите икономики в света.
Първоначално Съюзниците следват политика на промишлено обезсилване на Германия, но заради нейната стопанска обвързаност с други страни това предизвиква стагнация в цяла Западна Европа и забавя с години следвоенното икономическо възстановяване. Западна Германия се стабилизира с паричната реформа от средата на 1948 година, след което възстановяването в региона се ускорява с либерализацията на икономическата политика, окуражавана пряко и непряко от Плана „Маршал“. Бързото стопанско възстановяване през този период е наричано икономическо чудо в Германия и в Италия и Тридесетте славни години във Франция. В същото време Великобритания, стопански опустошена от войната, въпреки че получава значителна част от помощите по Плана „Маршал“, в продължение на десетилетия преживява относителен икономически упадък.

## Резултати от войната

### Жертви и военни престъпления
Оценките за общия брой жертви на Втората световна война варират в широки граници, като голям брой смъртни случаи не са подробно регистрирани. Според повечето оценки броят на загиналите е около 60 милиона души, включително към 20 милиона военни и 40 милиона цивилни. Само Съветският съюз губи през войната над 27 милиона души, включително 8,7 милиона военни и 19 милиона цивилни, а четвърт от цялото население на страната са ранени или убити. Военните загуби на Германия са 5,3 милиона души, главно на Източния фронт и при крайната съпротива в самата Германия.
По време на войната в Китай, както и при Халхин Гол, японците използват различни видове химически и биологични оръжия. Както японците, така и германците, извършват опити с такива оръжия върху цивилни, а понякога и върху военнопленници. В самия край на войната Съединените щати за пръв път в историята използват атомно оръжие.
По-голямата част от жертвите във войната са цивилни, които загиват както при самите военни действия, включително при стратегически бомбардировки, така и при опитите на воюващите страни да удържат контрола над окупирани територии с враждебно население. В Азия броят на цивилните жертви на Съюзниците по някои оценки надхвърля 10 милиона души, включително 7,5 милиона китайци. Най-известното военно престъпление на японците е Нанкинското клане, при което са избити между 50 и 300 хиляди китайски цивилни, а само при Кампанията на трите „всичко“ загиват 2,7 милиона души.
По различни оценки между 11 и 17 милиона цивилни умират в резултат, пряк или непряк, от расистката политика на германските националсоциалисти. Сред тях са около 6 милиона евреи, милиони славяни (включително над 1,9 милиона поляци, както и цигани, инвалиди, хомосексуални, масони, свидетели на Йехова и други групи, определяни като „негодни за живот“. Над 200 хиляди сърби, наред с цигани и евреи, са избити от марионетната Независима хърватска държава, а повече от 100 хиляди поляци – от партизанската Украинска въстаническа армия, главно по време на Волинските кланета. В изключително тежки условия са поставени съветските военнопленници в Германия, като 3,6 милиона от общо 5,7 милиона военнопленници губят живота си.

### Лагери и принудителен труд
По време на войната Германия масирано използва принудителен труд – както на затворниците в концентрационните лагери, така и на около 12 милиона остарбайтери, отвлечени от окупираните територии в Източна Европа и използвани като роби в германското стопанство.
Между 1935 и 1941 година поне пет милиона китайски цивилни от Северен Китай и Манджоу-Го са изпратени на принудителен труд в японските мини и заводи, а след 1942 година броят им достига 10 милиона. На остров Ява на принудителен труд са подложени между 4 и 10 милиона души, а 270 хиляди са изпратени в други части на Югоизточна Азия, като повечето никога не се завръщат.
Съществуващата и преди войната съветска мрежа на Гулаг през 1942 – 1943 година е превърната от военновременния недоимък и глада в система от лагери на смъртта, в която загиват множество граждани на Полша и Прибалтийските държави, отвлечени след Пакта „Рибентроп-Молотов“, както и много военнопленници от Тристранния пакт. В края на войната повечето съветски военнопленници, освободени от германските лагери, както и много репатрирани цивилни, са затворени в специални филтрационни лагери, след което над 270 хиляди са изпратени в Гулаг, а други 700 хиляди са използвани за принудителен труд.
В японските военнопленнически лагери, в които често се извършва принудителен труд, също има висока смъртност. По данни на следвоенните трибунали 27% от западните военнопленници в японските лагери загиват, седем пъти над смъртността им в германски и италиански лагери. Въпреки това, при капитулацията на Япония са освободени над 80 хиляди западни военнопленници, докато освободените китайци са едва 56 души.

### Окупация
В Европа окупацията на територии от Тристранния пакт има две форми. В Западна, Северна и Централна Европа Германия установява икономическа политика, чрез която към края на войната извлича към 69,5 милиарда райхсмарки, без да се включват директно заграбените промишлени стоки, военно оборудване, суровини, произведения на изкуството и други. Така бюджетните приходи на Германия от окупираните територии са над 40% от събираните в самата Германия, а към края на войната достигат почти 40% от общите бюджетни приходи.
В Източна Европа очакваните от германците ползи от новоусвоеното „жизнено пространство“ така и не се реализират, тъй като променливата фронтова линия и съветската политика на опожарената земя ги лишават от възможността да извличат съществени ресурси. В същото време, за разлика от Западна Европа, расистката политика на германците води до изключително лошо отношение към славянското население, често съпътствано с масови екзекуции. В повечето окупирани територии в Европа възникват различни по значимост съпротивителни движения, но те не оказват съществено влияние върху военните операции на Тристранния пакт.
В Азия японците описват агресията си като създаване на Велика източноазиатска сфера на съпроцъфтяване, чрез която освобождават страните в региона от европейския колониализъм. Макар в някои страни японците наистина да са посрещнати като освободители, изключителната им бруталност обикновено бързо обръща общественото мнение срещу тях. Все пак Япония постига основната си стратегическа цел в Югоизточна Азия, осигуряването на достъп до нефтените находища – още при първоначалното завладяване японците заграбват 550 хиляди тона нефт, а към 1943 година достигат 76% от довоенното производство на Нидерландска Индия, 6,8 милиона тона годишно.

### Стопанство
Преди началото на войната Съюзниците в Европа имат значително демографско и стопанско преимущество пред страните от Тристранния пакт. През 1938 година Великобритания с нейните доминиони, Франция и Полша имат с 30% по-голямо население и по-голям брутен вътрешен продукт от Германия и Италия, а с отчитане и на колониите преимуществото на Съюзниците е петкратно в население и двукратно в брутен вътрешен продукт. По същото време в Азия Китай има 6 пъти по-голямо население от Япония, но само с 89% по-голям брутен вътрешен продукт, а при отчитане на японските владения – 3 пъти по-голямо население и с 38% по-голям брутен вътрешен продукт.
Макар първоначалното стопанско и демографско преимущество на Съюзниците до известна степен да е намалено след първите успехи на Германия и Япония, то бързо е възстановено и се превръща в решаващ фактор от 1941 година, когато Съединените щати и Съветският съюз стават част от Съюзниците, а войната се превръща във война на изтощение. За времето на цялата война Съединените щати произвеждат около две трети от военното оборудване на Съюзниците, включително кораби, самолети, артилерия, танкове, камиони и боеприпаси.
Още в началото на войната Германия и Япония не са подготвени за продължителни военни действия. В допълнение към довоенното си преимущество в промишлеността, Съюзниците разполагат с по-добър достъп до природни ресурси и успяват по-бързо да реорганизират икономиката си за нуждите на войната, включително привличайки по-ефективно жени в работната сила. Германия и Япония не успяват да компенсират изоставането си и с масовото използване на принудителен труд на 12 милиона души от Източна Европа и 18 милиона души от Далечния Изток. Промишленият капацитет на Тристранния пакт е сериозно засегнат и от стратегическите бомбардировки на Съюзниците през втората половина на войната.

### Военни и технически нововъведения
Втората световна война превръща военновъздушните сили в основен клон на въоръжените сили на воюващите страни. Самолети се използват за разузнаване, като изтребители и бомбардировачи и за поддръжка на наземни операции, като всяка от тези функции се развива значително. Сред нововъведенията са широкото използване на въздушен транспорт за бързо придвижване на приоритетни доставки, оборудване и персонал и стратегическите бомбардировки на противникови промишлени центрове и големи градове. Развива се и противовъздушната отбрана, която започва да използва радиолокатори и наземна противовъздушна артилерия. Създадени са първите реактивни самолети, които поради късното си въвеждане не оказват голямо въздействие върху военните действия, но в следвоенния период се превръщат в основа на военновъздушните сили по света. Разработват се и първите управляеми ракети, но те достигат необходимото ниво за надеждна употреба срещу самолети едва след края на войната.
Напредък е постигнат в почти всяка насока на военноморското дело, но най-вече при самолетоносачите и подводниците. Макар морската авиация да няма особени успехи в началото на войната, операциите при Таранто, при Пърл Харбър и в Коралово море налагат самолетоносачите като преобладаващ основен кораб на мястото на линейните кораби. Самолетоносачите са по-икономични, заради относително ниската стойност на самолетите, както и заради по-малката необходимост от тежко брониране. В Атлантическия океан ескортните самолетоносачи се оказват ключов елемент на съюзническите конвои с големия си радиус на ефективна защита, спомагайки за затварянето на Средноатлантическата празнина.
Воюващите страни отделят голямо внимание на подводниците, които доказват ефективността си още в Първата световна война. Британците се концентрират върху разработките в областта на противоподводната отбрана, като създаването на сонари и организирането на конвои, докато германците се насочват към нападателни техники, като разработения за тази цел Тип VII и тактиката на вълчата глутница.
Сухопътната война се развива от статичните фронтови линии на окопната война от времето на Първата световна война, разчитащи на подобрената артилерия, превъзхождаща по бързина пехотата и кавалерията, към повишената мобилност и общовойсковия бой. Танковете, използвани дотогава предимно за поддръжка на пехотата, се превръщат в основно оръжие. Още в края на 30-те години танковете са значително по-усъвършенствани, отколкото през Първата световна война, а технологията им не спира да се развива през цялата война с подобрения в скоростта, защитата и огневата мощ. В началото на войната преобладава мнението, че вражеските танкове трябва да се посрещат с танкове с по-добри характеристики. Тази концепция е поставена под въпрос от лошото представяне на относително леките ранни танкове срещу бронирани машини, както и от германската доктрина за избягване на пряк сблъсък между танкови части. Този подход, предпочитащ използването на общовойскови бой, става основа на успешната германска тактика на светкавична война в Полша и Франция. В хода на войната се разработват и различни средства за унищожаване на танкове, като артилерийски обстрел от закрита позиция, противотанкови оръдия, включително самоходни, противотанкови мини, пехотни противотанкови оръжия с малък обхват.
Дори при мащабната механизация на сухопътните войски, пехотата остава гръбнакът на всички армии, макар екипировката ѝ да остава сходна с тази от Първата световна война. Широко разпространение получават леките картечници, като германската „MG34“, и различни картечни пистолети, подходящи за близък бой в градска среда или в джунглата. Автоматът, едно от късните изобретения от времето на Втората световна война, съчетаващо характеристики на пушка и картечен пистолет, след нейния край се превръща в масовото оръжие на пехотата по целия свят.
Основните воюващи държави се опитват да разрешат проблема със сложността и сигурността на използваните в криптографията големи кодови книги с разработването на шифровъчни машини, като германската „Енигма“, а развитието на радиоелектронното разузнаване и криптоанализа засилват обратния процес на дешифроване. Друга насока на военното разузнаване е ефективното използване на мистификации, като съюзническите операции „Минсмийт“ и „Бодигард“.
Други технически и инженерни постижения по време на войната или в резултат от нея са първите програмируеми компютри („Z3“, „Colossus“ и ENIAC), управляеми и балистични ракети, ядрени оръжия, операционни изследвания и изкуствени пристанища. През войната започва масовото производство и използване на антибиотика пеницилин.